# Vřesovice (Olomouc)
Vřesovice é uma comuna checa localizada na região de Olomouc, distrito de Prostějov.